# Odrovice
Odrovice (in tedesco Odrowitz) è un comune della Repubblica Ceca facente parte del distretto di Brno-venkov, in Moravia Meridionale.